# عبد الكريم يوسف آدم
اللواء عبد الكريم يوسف آدم (بالصومالية: Cabdikariim Yuusuf Aadam)‏ مسؤول عسكري صومالي، شغل منصب نائب قائد القوات المسلحة حتى وفاته بطلق ناري في 1 نوفمبر 2015، ينحدر من عشيرة صوري في الصومال.